# アゼトウナ
アゼトウナ（畔唐菜、畔冬菜、学名：Crepidiastrum keiskeanum）は、キク科アゼトウナ属に分類される多年草の1種。種小名は植物学者伊藤圭介への献名。

## 分布
伊豆半島から西の太平洋岸に分布する。

## 特徴
冬場でも比較的暖かい海岸の岩場に生える。岩の隙間に根を下ろし、太く短い茎はその表面を少し這って株を作る。葉は茎の先端にロゼット状につき、倒卵形でやや肉質であり、ふちが浅くギザギザになっている。側枝を出して立ち上がり、高さは10cmほどになる。花期は8-12月で直径1.5cmほどの黄色い花を枝先に咲かせる。

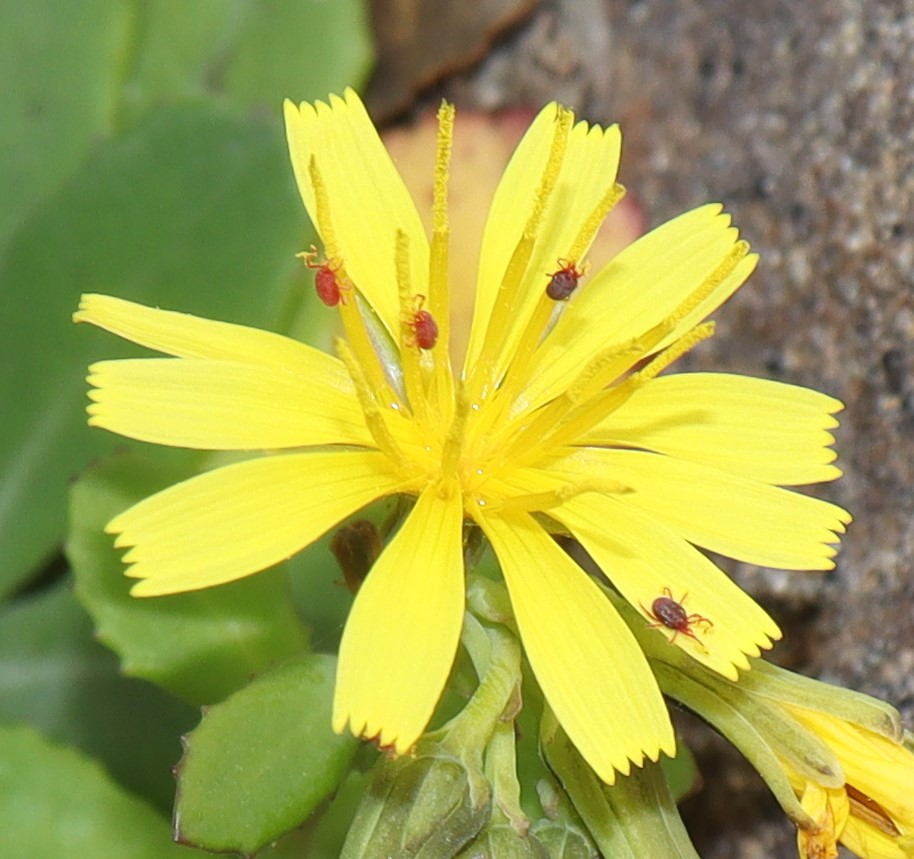
花の細部
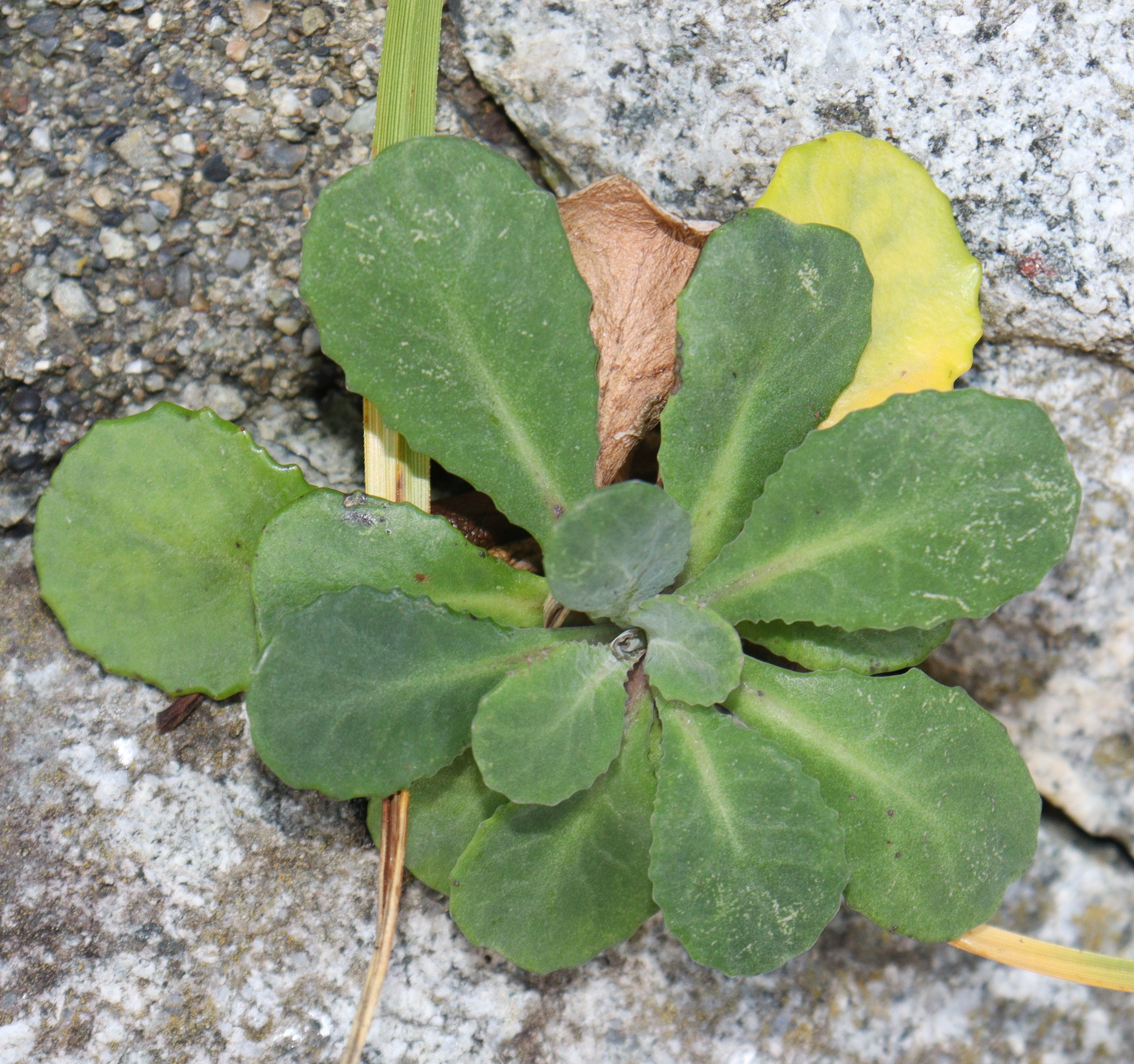
ロゼット状の葉

琉球列島の海岸にはよく似たホソバワダン (C. lanceolatum (Houttuyn) Nakai) が生える。花が一回り小さく、根出葉がよく発達する。